# Time (serie de televisión)
Time (en hangul, 시간; romanización revisada, Shigan) es una serie de televisión surcoreana transmitida desde el 25 de julio hasta el 20 de septiembre de 2018 por medio de la cadena MBC.

## Argumento
La serie sigue a Chun Su-ho y Seol Ji-hyun, cuyas vidas terminan conectadas después de un accidente.
Ji-hyun, es una joven brillante y optimista que trabaja duro para convertirse en chef, pero que se ve obligada a convertirse en el sostén de su hogar desde muy pequeña ya que su madre no sabe como ganarse la vida, mientras que Su-ho es un hombre rico, frío y sin modales, así como el hijo del CEO de "W Group" y el director general de un restaurante.
Pronto la vida a Ji-hyun queda destruida cuando su hermano menor Seol Ji-eun muere, aparentemente debido a las acciones de Su-ho, cuando él descubre que no le queda mucho tiempo, intentará hacer todo lo que está a su alcance para ayudar a Ji-hyun a descubrir la verdad sobre la muerte de su hermana y en el proceso se enamorará de ella.

## Reparto

### Personajes principales
| Actor           | Personaje     | Ocupación                                                  | N°. de Episodios | Duración |
| --------------- | ------------- | ---------------------------------------------------------- | ---------------- | -------- |
| Kim Jung-hyun   | Cheon Su-ho   | CEO del Restaurante / Esposo de Ji-hyun                    | 22               | 2018     |
| Seohyun         | Seol Ji-hyun  | Guardacoches / Chef en Entrenamiento                       | 32               | 2018     |
| Kim Jun-han     | Shin Min-seok | Abogado del Equipo Legal de "W Group" / exnovio de Ji-hyun | -                | 2018     |
| Hwang Seung-eon | Eun Chae-ah   | Miembro de "Taeyang Group" / ex-Prometida de Su-ho         | -                | 2018     |

### Personajes recurrentes
| Actor          | Personaje      | Ocupación                                | Nº de episodios | Duración |
| -------------- | -------------- | ---------------------------------------- | --------------- | -------- |
| Choi Jong-hwan | CEO Cheon      | CEO de "W Group" / Padre de Su-ho        | -               | 2018     |
| Seo Hyun-woo   | Cheon Soo-chul | Medio Hermano Mayor de Su-ho             | -               | 2018     |
| Jeon Soo-kyung | Jang Ok-soon   | Esposa de Cheon / Madrastra de Su-ho     | -               | 2018     |
| Kim Hee-jung   | Yang Hee-seok  | Madre de Ji-hyun                         | -               | 2018     |
| Yoon Ji-won    | Seol Ji-eun    | Hermana Menor de Ji-hyun                 | -               | 2018     |
| Jo Byung-gyu   | Kim Bok-kyu    | -                                        | -               | 2018     |
| Joo In-young   | Manager Hong   | Gerente                                  | -               | 2018     |
| Kim Yong-joon  | Chef Wang      | Chef                                     | -               | 2018     |
| Kang Min-ah    | Miss Yang      | -                                        | -               | 2018     |
| Ahn Ji-hyun    | Oh Young-hee   | -                                        | -               | 2018     |
| Kim Jung-tae   | Geum Tae-sung  | Prestamista / ex-Amante de Yang Hee-seok | -               | 2018     |
| Heo Jung-do    | -              | -                                        | -               | 2018     |
| Choi Deok-moon | Nam Dae-chul   | Jefe del Equipo Legal de "W Group"       | -               | 2018     |

## Episodios

### Audiencia
Durante el episodio estreno de la serie el 25 de julio del 2018 el drama obtuvo el segundo lugar en su franja horaria, alcanzando una audiencia del 3.5 % y 4.0 %.
Los dos actores principales Kim Jung-hyun y Seohyun obtuvieron grandes elogios de los espectadores por su actuación, en especial Seohyun, por la forma en que interpretó la abrumadora pena de su personaje por la muerte de su hermana.
| Ep. #    | Fecha de estreno         | Share    | Share | Share       | Share       |
| Ep. #    | Fecha de estreno         | TNMS     | TNMS  | AGB Nielsen | AGB Nielsen |
| Ep. #    | Fecha de estreno         | Nacional | Seúl  | Nacional    | Seúl        |
| -------- | ------------------------ | -------- | ----- | ----------- | ----------- |
| 1        | 25 de julio de 2018      | 3.1 %    | 3.3 % | 3.5 %       | 3.7 %       |
| 2        | 25 de julio de 2018      | 3.6 %    | 3.8 % | 4.0 %       | 4.2 %       |
| 3        | 26 de julio de 2018      | 2.9 %    | 3.1 % | 3.3 %       | 3.5 %       |
| 4        | 26 de julio de 2018      | 3.8 %    | 4.0 % | 4.2 %       | 4.4 %       |
| 5        | 1 de agosto de 2018      | 2.7 %    | 2.8 % | 3.1 %       | 3.2 %       |
| 6        | 1 de agosto de 2018      | 3.6 %    | 3.7 % | 4.0 %       | 4.1 %       |
| 7        | 2 de agosto de 2018      | 2.4 %    | 2.5 % | 2.8 %       | 2.9 %       |
| 8        | 2 de agosto de 2018      | 3.1 %    | 3.2 % | 3.5 %       | 3.6 %       |
| 9        | 8 de agosto de 2018      | 3.4 %    | 3.5 % | 3.8 %       | 4.0 %       |
| 10       | 8 de agosto de 2018      | 4.2 %    | 4.3 % | 4.6 %       | 5.3 %       |
| 11       | 9 de agosto de 2018      | 3.1 %    | 3.4 % | 3.7 %       | 3.8 %       |
| 12       | 9 de agosto de 2018      | 3.3 %    | 3.5 % | 3.7 %       | 3.9 %       |
| 13       | 16 de agosto de 2018     | 2.5 %    | 2.6 % | 2.9 %       | 3.0 %       |
| 14       | 16 de agosto de 2018     | 3.0 %    | 3.1 % | 3.4 %       | 3.5 %       |
| 15       | 22 de agosto de 2018     | 2.5 %    | 2.6 % | 2.9 %       | 3.1 %       |
| 16       | 22 de agosto de 2018     | 3.3 %    | 3.5 % | 3.7 %       | 3.8 %       |
| 17       | 29 de agosto de 2018     | 2.1 %    | 2.2 % | 2.6 %       | 2.7 %       |
| 18       | 29 de agosto de 2018     | 2.8 %    | 2.9 % | 3.2 %       | 3.3 %       |
| 19       | 30 de agosto de 2018     | 3.7 %    | 4.0 % | 4.1 %       | 4.5 %       |
| 20       | 30 de agosto de 2018     | 4.3 %    | 4.8 % | 4.7 %       | 5.0 %       |
| 21       | 5 de septiembre de 2018  | 3.4 %    | -     | 2.8 %       | -           |
| 22       | 5 de septiembre de 2018  | 3.7 %    | -     | 3.2 %       | -           |
| 23       | 6 de septiembre de 2018  | -        | -     | 3.1 %       | -           |
| 24       | 6 de septiembre de 2018  | -        | -     | 3.5 %       | -           |
| 25       | 12 de septiembre de 2018 | -        | -     | 3.1 %       | -           |
| 26       | 12 de septiembre de 2018 | -        | -     | 3.6 %       | -           |
| 27       | 13 de septiembre de 2018 | -        | -     | 3.2 %       | -           |
| 28       | 13 de septiembre de 2018 | -        | -     | 4.0 %       | -           |
| 29       | 19 de septiembre de 2018 |          |       |             |             |
| 30       | 19 de septiembre de 2018 |          |       |             |             |
| 31       | 20 de septiembre de 2018 |          |       |             |             |
| 32       | 20 de septiembre de 2018 |          |       |             |             |
| Promedio | Promedio                 | %        | %     | %           | %           |

## Banda sonora
Parte 1
| No. | Artista | Canción      | Escritor (Letra) | Música       | Duración |
| --- | ------- | ------------ | ---------------- | ------------ | -------- |
| 1   | Gaho    | Time (시간)  | Seo Dong-sung    | Park Sung-il | 3:45     |
| 2   | -       | Time (Inst.) | -                | Park Sung-il | 3:45     |

Parte 2
| No. | Artista | Canción                     | Escritor (Letra) | Música       | Duración |
| --- | ------- | --------------------------- | ---------------- | ------------ | -------- |
| 1   | Sohyang | Close Your Eyes (눈을 감아) | Lee Chi-hoon     | Park Sung-il | 4:25     |
| 2   | -       | Close Your Eyes (Inst.)     | -                | Park Sung-il | 4:25     |

Parte 3
| No. | Artista | Canción                 | Escritor (Letra) | Música    | Duración |
| --- | ------- | ----------------------- | ---------------- | --------- | -------- |
| 1   | Owl     | It Will Pass (지나간다) | Lee Bo-ram       | Eunju-ssi | 4:11     |
| 2   | -       | It Will Pass (Inst.)    | -                | Eunju-ssi | 4:11     |

Parte 4
| No. | Artista | Canción                                     | Escritor (Letra) | Música       | Duración |
| --- | ------- | ------------------------------------------- | ---------------- | ------------ | -------- |
| 1   | Vincent | I'm Okay, I'm Not Okay (괜찮아 괜찮지 않아) | Seo Dong-sung    | Park Sung-il | 4:25     |
| 2   | -       | I'm Okay, I'm Not Okay (Inst.)              | -                | Park Sung-il | 4:25     |

Parte 5
| No. | Artista       | Canción         | Escritor (Letra) | Música       | Duración |
| --- | ------------- | --------------- | ---------------- | ------------ | -------- |
| 1   | Bily Acoustie | Request (당부)  | Seo Dong-sung    | Park Sung-il | 3:50     |
| 2   | -             | Request (Inst.) | -                | Park Sung-il | 3:50     |

Parte 6
| No. | Artista     | Canción            | Escritor (Letra) | Música       | Duración |
| --- | ----------- | ------------------ | ---------------- | ------------ | -------- |
| 1   | Park Ji-woo | Long Dream         | Lee Chi-hoon     | Park Sung-il | 3:36     |
| 2   | -           | Long Dream (Inst.) | -                | Park Sung-il | 3:36     |

## Premios y nominaciones
| Año  | Categoría                                                  | Premio          | Nominado (a) | Resultado |
| ---- | ---------------------------------------------------------- | --------------- | ------------ | --------- |
| 2018 | Excellence Award, Actor in a Wednesday-Thursday Miniseries | MBC Drama Award | Kim Jun-han  | Nominado  |

## Producción
La serie fue dirigida por Jang Joon-ho y escrita por Choi Ho-chul.
La producción ejecutiva estuvo a cargo de Kim Seung-jo y Son Ji-hyun.
Originalmente el papel principal se le fue ofrecido a la actriz Jeon So-min, sin embargo declinó la oferta.
El 28 de abril del 2018 se realizó la primera lectura del guion.
La rueda de prensa de la serie fue realizada el 20 de julio del 2018.
La serie contó con el apoyo de las compañías de producción "SILKWOOD" y "Will Entertainment", y es distribuida por la Munhwa Broadcasting Corporation (MBC).
El 26 de agosto del 2018 se anunció que el actor principal Kim Jung-hyun dejaría la serie debido a preocupaciones sobre su salud.